# 허동호
허동호(許桐豪, 2000년 6월 24일 ~ )는 대한민국의 축구 선수로, 포지션은 센터백이다. 현재 김포 FC 소속이다.